# 2022년 전국장애인체육대회
제42회 전국장애인체육대회는 2022년 10월 19일부터 10월 24일까지 대한민국 울산에서 열린 대회이다. 40개 경기장에서 30개 종목의 경기가 펼쳐졌다.

## 같이 보기
- 2022년 전국체육대회
- 전국장애인체육대회